# EMT Madryt

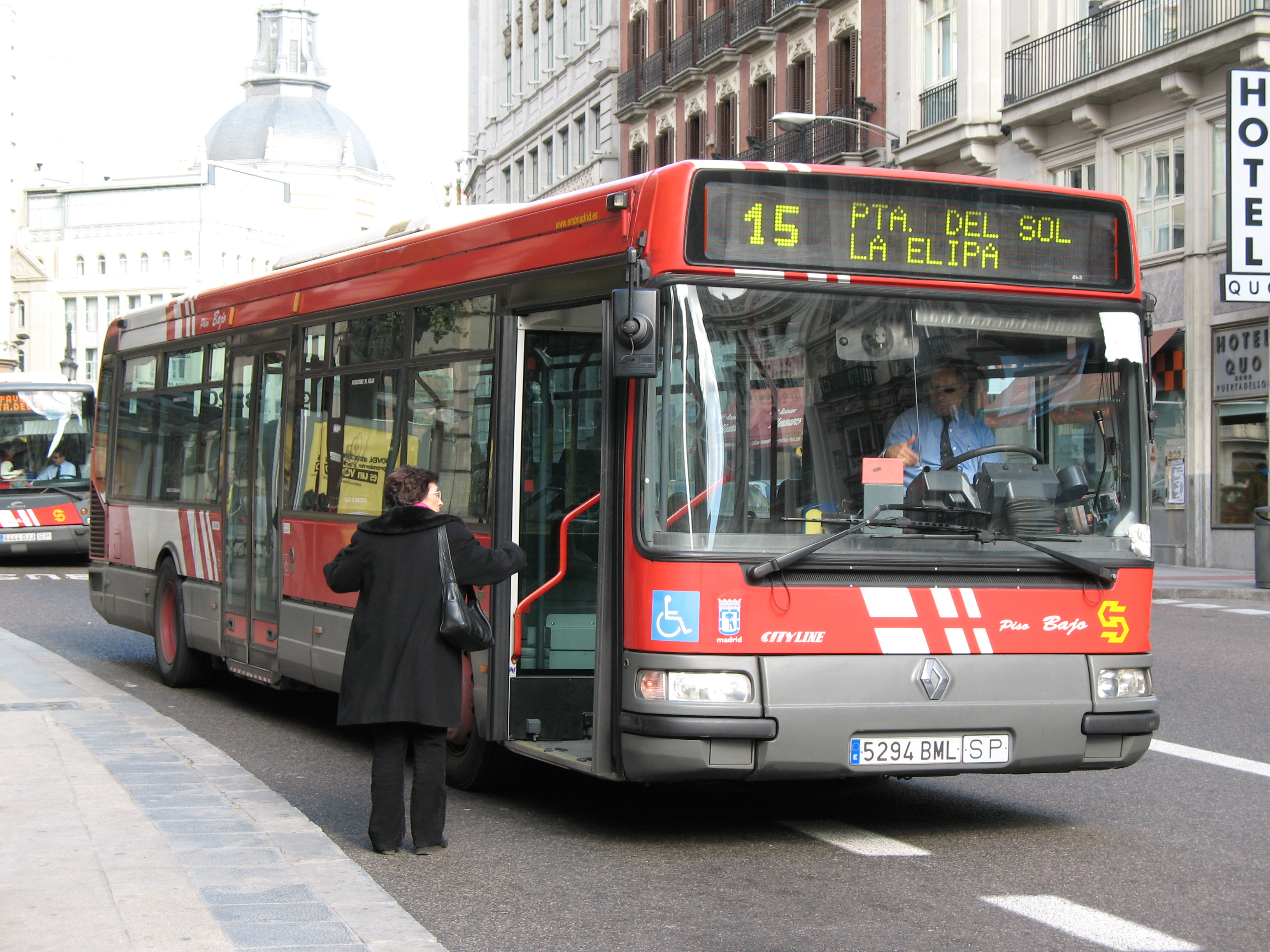
Autobus linii 15 na przystanku Sevilla w centrum Madrytu.

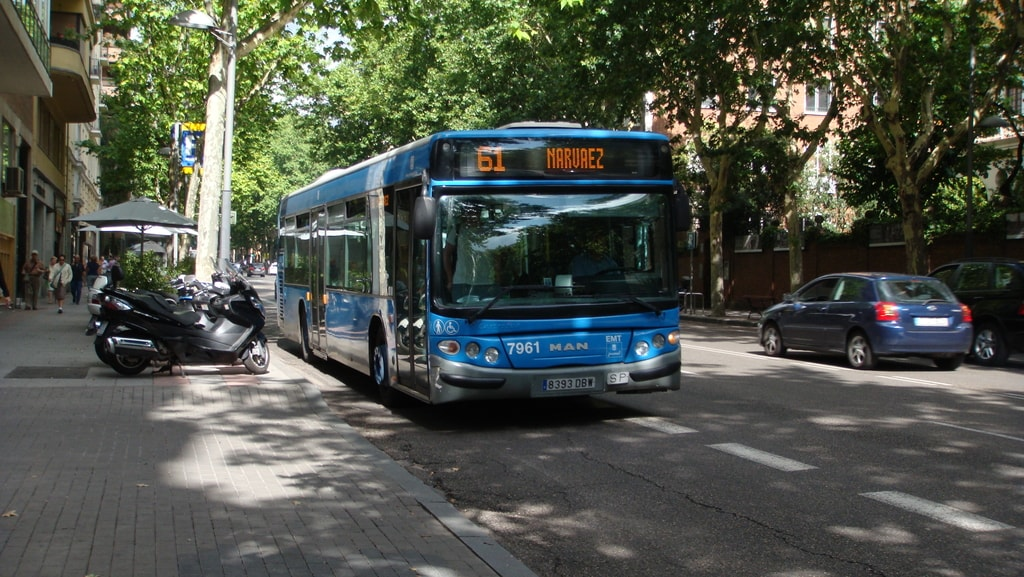
Autobus linii 61 (MAN Castrosua CS40 City)

EMT (Empresa Municipal de Transportes) świadczy usługi miejskiego transportu zbiorowego w Madrycie. Właścicielem spółki jest miasto Madryt. Usługi na przewóz jak innym przewoźnikom zleca Consorcio Regional de Transporte de Madrid, które jest odpowiedzialne za planowanie transportu w Madrycie i we Wspólnocie Autonomicznej Madryt.

## O spółce[1]
EMT posiada flotę 2092 autobusów i obsługuje 216 linii: 171 linii zwykłych dziennych, 7 linii uniwersyteckich kursujących tylko w dni nauki szkolnej, 26 linii zwykłych nocnych i 12 linii nocnych "Metrobúhos" zastępujących metro w niektóre okresy. Sieć linii EMT ma długość 3618 km i 10045 przystanków.

## Zajezdnie[2]
EMT posiada 5 zajezdni (centro de operaciones) w różnych częściach Madrytu.

### Fuencarral
Mieści się przy ulicy Mauricio Legendre, obok dworca Madrid Chamartín. Stacjonuje w niej 464 autobusów, ma powierzchnię 133 tys. metrów kwadratowych.

### Carabanchel
Zlokalizowana przy Avenida de los Poblados 118, posiada dwa poziomy. Stacjonuje w niej 425 autobusów, ma powierzchnię 65 tys. metrów kwadratowych.

### Entrevías
Mieści się przy Avenida de Santa Catalina, stacjonuje w niej 418 autobusów, ma powierzchnię 52 tys. metrów kwadratowych.

### La Elipa
Zajezdnia jest przy Avenida de las Trece Rosas, posiada 337 pojazdów, ma powierzchnię 40 tys. metrów kwadratowych.

### Sanchinarrio[3]
Najmłodsza zajezdnia w Madrycie, wybudowana w 2010 roku przy ulicy Niceto Alcalá Zamora. Garażują w niej 383 autobusy, ma powierzchnię 59 tys. metrów kwadratowych.

## Tabor[4]
EMT Posiada autobusy 5, 9, 12, 15 i 18 metrowe:

### 5 metrowe
- TECNOBÚS GULLIVER U520ESP - 20 sztuk

### 9 metrowe
- MERCEDES O-520 CITO 9M - 3 sztuki

### 12 metrowe
- MAN NL 313-F GNC - CASTROSÚA - 35 sztuk
- MERCEDES O-530 CNG CITARO - 35 sztuk
- IVECO CITYCLASS GNC CURSOR - HISPANO - 80 sztuk
- IVECO CITYCLASS GNC CURSOR - NOGE - 35 sztuk
- IVECO CITYCLASS GNC CURSOR - CASTROSÚA - 132 sztuki
- IVECO CITYCLASS GNC - CASTROSÚA - 61 sztuk
- MAN NL 313-F GNC - CASTROSÚA - 25 sztuk
- MAN NL 233-F GNC - CASTROSÚA - 20 sztuk
- IVECO CITYCLASS GNC - CASTROSÚA - 18 sztuk
- SCANIA L 94 UB ETANOL - CARSA - 5 sztuk
- MERCEDES O-530 NEW CITARO - 60 sztuk
- IVECO CITYCLASS CURSOR - CASTROSÚA - 40 sztuk
- MAN NL 273-F - NOGE - 76 sztuk
- SCANIA N 270 UB - CARSA - 110 sztuk
- MAN NL 273-F - CASTROSÚA - 1 sztuka
- MAN NL 263-F - CASTROSÚA - 35 sztuk
- IVECO CITYCLASS CURSOR - NOGE - 255 sztuk
- IVECO CITYCLASS CURSOR - HISPANO - 170 sztuk
- MAN NL 263-F - HISPANO - 147 sztuk
- SCANIA N 94 UB - CARSA - 185 sztuk
- MERCEDES O-530 CITARO - 117 sztuk
- IVECO CITYCLASS - CASTROSÚA - 197 sztuk
- RENAULT CITYLINE - 104 sztuki
- RENAULT CITYBUS - 37 sztuk
- MERCEDES O-405 N2 - HISPANO - 29 sztuk

### 15 metrowe
- MAN NL 313-F 15 - HISPANO - 147 sztuk

### 18 metrowe
- MAN NG 313-F LION’S CITY - 4 sztuki
- MAN NG 313-F - CASTROSÚA - 81 sztuk